# Michael Rapaport
Michael David Rapaport (New York, 20 marzo 1970) è un attore e comico statunitense.

## Biografia
Rapaport nasce a Manhattan, borough di New York, il 20 marzo del 1970 da una famiglia ebraica di origini russe e polacche. Da ragazzo, aveva come idoli altri attori newyorkesi, come Robert De Niro e Christopher Walken. Venne espulso dal liceo e si trasferì a Los Angeles per studiare recitazione.
Rapaport è apparso in ruoli drammatici e comici in spettacoli cinematografici e televisivi. Il ruolo che lo lanciò fu quello di Zack nel film Zebrahead, ma un altro suo ruolo ben conosciuto è quello di Dick Ritchie nel film Una vita al massimo. Successivamente ha recitato al fianco di Eddie Murphy in Uno sbirro tuttofare, nel ruolo dello studente la cui solitudine lo porta a essere un naziskin in L'università dell'odio e nel ruolo del biologo marino in Blu profondo. Nel 1999 ha recitato nella famosa sitcom Friends come Gary, fidanzato di Phoebe, in quattro episodi della quinta stagione. Nel 2001, Rapaport ha doppiato il personaggio Joey Leone nel videogioco Grand Theft Auto III. Dal 2001 al 2004 ha recitato nella serie televisiva Boston Public, in seguito ha partecipato alla sitcom della Fox The War at Home, nella quale ha interpretato Dave Gold. La sitcom debuttò nel settembre 2005, chiudendo nel maggio 2007. Dal 2008 al 2009 ha interpretato nella quarta stagione della serie televisiva Prison Break l'agente Donald "Don" Self. Nel 2008 ha doppiato la voce del personaggio Troy Bradshaw nel videogioco Saints Row 2.
Nel 2018 ha criticato la popstar italo-americana Ariana Grande accusandola di comportarsi come una ragazzina di 12 anni. Subito dopo i fan di Ariana si sono schierati contro di lui bollando la sua dichiarazione come sessista e inappropriata.
Nel 2020 fa da narratore per WWE Ruthless Aggression disponibile sul WWE Network.

## Filmografia

### Cinema
- Zebrahead, regia di Anthony Drazan (1992)
- Nome in codice: Nina (Point of No Return), regia di John Badham (1993)
- Una vita al massimo (True Romance), regia di Tony Scott (1993)
- Milionario per caso (Money for Nothing), regia di Ramón Menéndez (1993)
- Un colpo da campione (The Scout), regia di Michael Ritchie (1994)
- The Foot Shooting Party, regia di Annette Haywood-Carter (1994)
- L'università dell'odio (Higher Learning), regia di John Singleton (1995)
- Ritorno dal nulla (The Basketball Diaries), regia di Scott Kalvert (1995)
- Il bacio della morte (Kiss of Death), regia di Barbet Schroeder (1995)
- La dea dell'amore (Mighty Aphrodite), regia di Woody Allen (1995)
- Beautiful Girls, regia di Ted Demme (1996)
- Tre amici, un matrimonio e un funerale (The Pallbearer), regia di Matt Reeves (1996)
- Uno sbirro tuttofare (Metro), regia di Thomas Carter (1997)
- Cop Land, regia di James Mangold (1997)
- Colpo di fulmine (Kicked in the Head), regia di Matthew Harrison (1997)
- Palmetto - Un torbido inganno (Palmetto), regia di Volker Schlöndorff (1998)
- Ragazzi e ragazze (Some Girl), regia di Rory Kelly (1998)
- Lo spezzaossa (The Naked Man), regia di J. Todd Anderson (1998)
- Blu profondo (Deep Blue Sea), regia di Renny Harlin (1999)
- Kiss Toledo Goodbye, regia di Lyndon Chubbuck (1999)
- Next Friday, regia di Steve Carr (2000)  – non accreditato
- Criminali da strapazzo (Small Time Crooks), regia di Woody Allen (2000)
- Men of Honor - L'onore degli uomini (Men of Honor), regia di George Tillman Jr. (2000)
- Bamboozled, regia di Spike Lee (2000)
- Chain of Fools, regia di Pontus Löwenhielm e Patrick von Krusenstjerna (2000)
- King of the Jungle, regia di Seth Zvi Rosenfeld (2000)
- Magic Numbers - Numeri magici (Lucky Numbers), regia di Nora Ephron (2000)
- Il sesto giorno (The 6th Day), regia di Roger Spottiswoode (2000)
- Il dottor Dolittle 2 (Dr. Dolittle 2), regia di Steve Carr – voce (2001)
- Paper Soldiers, regia di David Daniel e Damon Dash (2002)
- La grande sfida (29 Palms), regia di Leonardo Ricagni (2002)
- A Good Night to Die, regia di Craig Singer (2003)
- This Girl's life, regia di Ash (2003)
- Hitch - Lui sì che capisce le donne (Hitch), regia di Andy Tennant (2004)
- Special, regia di Hal Haberman e Jeremy Passmore (2006)
- Live Free or Die, regia di Gregg Kavet e Andy Robin (2006)
- The Assassination - Al centro del complotto (Assassination of a High School President), regia di Brett Simon (2008)
- Amicizia a rischio (Inside Out), regia di Artie Mandelberg (2011)
- The Baytown Outlaws - I fuorilegge (The Baytown Outlaws), regia di Barry Battles (2012)
- Kiss of the Damned, regia di Alexandra Cassavetes (2012)
- Corpi da reato (The Heat), regia di Paul Feig (2013)
- Little Boy, regia di Alejandro Gómez Monteverde (2015)
- Sully, regia di Clint Eastwood (2016)
- The Bleeder - La storia del vero Rocky Balboa (The Bleeder), regia di Philippe Falardeau (2016)

### Televisione
- Willy, il principe di Bel-Air (The Fresh Prince of Bel-Air) – serie TV, episodio 4x01 (1993)
- NYPD - New York Police Department (NYPD Blue) – serie TV, episodio 1x03 (1993)
- E.R. - Medici in prima linea (ER) – serie TV, episodio 4x20 (1998)
- Rude Awakening – serie TV, episodio 1x01 (1998)
- Storie di coraggio - Due famiglie (Rescuers: Stories of Courage: Two Families), regia di Tony Bill e Tim Hunter – film TV (1998)
- Friends – serie TV, 4 episodi (1999)
- Night Visions – serie TV, episodio 1x10 (2001)
- Boston Public – serie TV, 59 episodi (2001-2004)
- The War at Home – serie TV, 44 episodi (2005-2007)
- My Name Is Earl – serie TV, 6 episodi (2007-2008)
- Prison Break – serie TV, 22 episodi (2008-2009)
- Royal Pains – serie TV, episodio 2x11 (2010)
- The Mob Doctor – serie TV, 7 episodi (2012-2013)
- Aiutami Hope! (Raising Hope) – serie TV, episodio 4x20 (2014)
- Justified – serie TV, 13 episodi (2014)
- Public Morals – serie TV, 10 episodi (2015)
- The Big Bang Theory – serie TV, episodio 9x06 (2015)
- Law & Order - Unità vittime speciali (Law & Order: Special Victims Unit) – serie TV, episodio 17x19 (2016)
- Crisi in sei scene (Crisis in Six Scenes) – serie TV, episodio 1x06 (2016)
- Atypical – serie TV, 38 episodi (2017-2021)
- White Famous – serie TV, 8 episodi (2017)
- The Guest Book – serie TV, episodi 1x06-1x10-2x13 (2017)
- Sneakerheads – serie TV, episodio 1x03 (2020)
- Only Murders in the Building – serie TV, 5 episodi (2022)
- Life & Beth – serie TV, 10 episodi (2022)
- Fallout – serie TV, episodio 1x02 (2024)

### Videoclip
- Waiting for the DJ di Talib Kweli (2002)
- How to Rob an Actor dei The High & Mighty (2003)
- Runaway Love di Ludacris (2006)
- What Happened? degli H2O (2008)

## Doppiatori italiani
Nelle versioni in italiano delle opere in cui ha recitato, Michael Rapaport è stato doppiato da:
- Simone Mori in Zebrahead, Beautiful Girls, Rude Awakening, Hitch - Lui sì che capisce le donne, Crisi in sei scene, White Famous, Life & Beth
- Pasquale Anselmo in The Mob Doctor, The Baytown Outlaws - I fuorilegge, Law & Order - Unità vittime speciali, Only Murders in the Bulding
- Riccardo Rossi in Il bacio della morte, La dea dell'amore, Friends (ep. 5x20, 5x21), Il sesto giorno
- Fabio Boccanera in Uno sbirro tuttofare, Cop Land
- Vittorio De Angelis in Some Girl, Justified
- Gianluca Tusco in Magic Numbers - Numeri magici, Criminali da strapazzo
- Stefano Benassi in Boston Public, Atypical
- Franco Mannella in My Name is Earl, The Big Bang Theory
- Carlo Cosolo in Una vita al massimo
- Enrico Pallini in L'università dell'odio
- Massimo Pizzirani in Ritorno dal nulla
- Fabrizio Vidale in Tre amici, un matrimonio e un funerale
- Alessandro Tiberi in Storie di coraggio - Due famiglie
- Enrico Di Troia in Blu profondo
- Daniele Barcaroli in Kiss Toledo Goodbye
- Sandro Acerbo in Friends (ep. 5x16, 5x17)
- Nanni Baldini in Men of Honor - L'onore degli uomini
- Francesco Pezzulli in Bamboozled
- Manfredi Aliquò in Chain of Fools
- Sergio Di Giulio in La grande sfida
- Gianluca Iacono in A Good Night to Die
- Oreste Baldini in The War at Home
- Vittorio Guerrieri in Prison Break
- Sergio Lucchetti in Kiss of the Damned
- Fabrizio Pucci in Royal Pains
- Edoardo Stoppacciaro in Corpi da reato
- Roberto Stocchi in Sully
- Alessandro Coppola in The Bleeder - La storia del vero Rocky Balboa
- Cesare Rasini in Sneakerheads
- Stefano Brusa in Fallout